# カオピーズ
株式会社カオピーズ（ベトナム本社Kaopiz Holdings Joint Stock Companyの日本子会社）は、東京都豊島区南池袋にあるベトナムのオフショア開発会社で、略称はカオピーズ（KAOPIZ）である。
2016年8月8日に代表取締役 チン・コン・フアン（TRINH CONG HUAN）により創業され、現在2024年3月まで従業員数が 460名（グループ全体）。

## 会社概要
- 2014年、ハノイ工科大学の同期生、後輩が「システム開発を通じて人の役に立ちたい」という志を持って集まり、Kaopiz Software Technology Co., Ltd.（ベトナム法人）を創業した。
- 2016年、東京都千代田区で株式会社カオピーズ（日本法人）を創業した。
- 2019年、人工知能・OCRの研究開発を中心にしKaopiz Solutions Company Limited（ベトナム法人）を創業した。
- 2020年、ベトナム国内のIT教育スクールを運営するCodeStar Technology Training Joint Stock Companyを創業した。同年、カーライフサポートサービスを運営するKgo Life Technology Joint Stock Companyを創業した。
- 2021年、日本法人である株式会社カオピーズが東京都千代田区神田岩本町に移転した。
- 2023年、ホールディングス体制への変更に伴い、Kaopiz Holdings Joint Stock Companyの子会社となった。同年、ベトナムダナン市で支社を設立した。
- 2024年、株式会社カオピーズが東京都豊島区南池袋に移転した。

現在、6社のグループの体制で稼働している。顧客にシステム開発、DX推進支援、AWS導入支援、AI画像認識などのオフショア開発サービス（ラボ型開発・請負型開発）を提供している。

## 企業理念
- 社会の公器としての役割を全うする組織
- 社員、顧客、関係者などの人を大切にする組織
- 変化に臆病にならず、積極的にチャレンジし成長する組織
- 事業や技術を通じて、社員が楽しく仕事が出来る組織
- 常に高い技術力を追い求める組織

## 沿革
- 2014年9月 Kaopiz Software Technology Co., Ltd.設立
- 2016年6月 ベトナム本社移転
- 2016年8月 日本法人 株式会社カオピーズ設立
- 2016年12月 従業員数が50名になる
- 2017年10月 ISO9001:2015認証取得
- 2018年10月 従業員数が50名になる、ISO27001 :2013認証取得
- 2019年3月 Kaopiz Solutions Co., Ltd.設立・AI、OCR研究開発分野強化
- 2020年1月 ISTQBゴールドパートナー認定[1]
- 2020年5月 APN（AWSパートナーネットワーク）コンサルティングパートナー認定[2]
- 2021年10月 日本法人を東京都千代田区神田淡路町から岩本町に移転[3]
- 2024年3月 日本法人　プライバシーマーク認定取得[4]
- 2024年8月 日本法人を東京都千代田区神田岩本町から豊島区南池袋に移転[5]
- 2025年2月 日本法人　労働者派遣事業許可取得[6]

## 事業内容
- 受託開発・ラボ開発・常駐開発・研究開発

（ソフトウェア開発、ウェブシステム開発、スマートフォンアプリ開発、ゲーム開発、インフラ構築、AI・ディープラーニング、ブロックチェーンを活用したシステム開発）
- 業務システム・ウェブシステム・スマートフォンアプリ・ゲームの受託開発
- 先端技術(AI・ディープラーニング)の研究応用